# Nizamiyya
La Niẓāmiyya (in arabo نظامیـة‎?) è stata nel mondo islamico un'istituzione medievale di studio superiore, ispirata alla prima struttura di questo tipo fondata nella capitale abbaside di Baghdad nel 1065 dal celebre vizir persiano e uomo di Stato Niẓām al-Mulk, da cui essa prese il nome.

## Storia
Le Niẓāmiyya si sono moltiplicate nelle principali città: Amul, Nīshāpūr, Balkh, Herāt e Iṣfahān, quando era ancora vivo Niẓām al-Mulk. Grazie agli sforzi del sultano zengide Nūr al-Dīn, ossia Norandino (morto nel 1174) e soprattutto di Ṣalāḥ al-Dīn ibn Ayyūb (ossia Saladino) ne furono fondate in gran numero. Esse erano situate nell'attuale Iraq, Iran e Afghanistan. Istituite all'inizio del Sultanato selgiuchide, le Niẓāmiyya sono considerate come il modello-principe di madrasa — la scuola religiosa musulmana.
Le Niẓāmiyya sono state di fatto tra le prime università ben organizzate del mondo musulmano, interessandosi delle cosiddette "scienze religiose" (ʿulūm dīniyya) e delle scienze esatte (ma non della medicina, come invece avveniva nella Bayt al-Ḥikma di Baghdad all'epoca del califfato abbaside di al-Maʾmūn). Esse erano sostenute finanziariamente, politicamente e spiritualmente dalle classi e dalle élite al potere.
La Niẓāmiyya più rinomata era quella di Baghdad, per la quale Niẓām al-Mulk nominò un docente di Teologia e Filosofia del calibro di al-Ghazālī. Il poeta persiano Saadi e il segretario e biografo di Saladino, ʿImād al-Dīn al-Iṣfahānī vi furono studenti.
Le materie insegnate nella Niẓāmiyya di Baghdad riguardavano le scienze coraniche e i ḥadīth, o tradizioni profetiche, la giurisprudenza sciafeita, la dialettica ash'arita, la filologia e la lingua araba, la letteratura araba, la geografia, la storia, l'etnografia, l'archeologia, l'astronomia islamica, la matematica, la chimica, la musica e il disegno geometrico.